# Adalberto Carrasquilla
Adalberto Eliécer Carrasquilla Alcázar (Panama, 28 novembre 1998) è un calciatore panamense, centrocampista del Pumas UNAM e della nazionale panamense.

## Caratteristiche tecniche
È un mediano dotato di buona visione di gioco che gli consente di essere un buon assist-man.

## Carriera

### Club
Dopo avere militato per 5 anni con il Tauro in patria, il 12 agosto 2019 si trasferisce in Spagna all'FC Cartagena.

### Nazionale
Dopo avere disputato 3 gare con l'Under-20, viene inserito nella lista dei 35 preconvocati dalla nazionale maggiore per i Mondiali 2018, salvo poi venire escluso. Il 12 settembre 2018 ha esordito con la nazionale maggiore disputando l'amichevole persa 2-0 contro il Venezuela. Il 5 settembre 2019 segna la sua prima rete in nazionale nel successo esterno per 4-1 contro Bermuda.

## Palmarès

### Club
- Campionato panamense: 3

Tauro: Clausura 2017, Apertura 2018, Apertura 2019
- Lamar Hunt U.S. Open Cup: 1

Houston Dynamo: 2023

### Individuale
- Miglior giocatore della CONCACAF Gold Cup: 1

2023